# EHF Champions League mannen 1998/99
De EHF Champions League 1998/99 was de negenendertigste editie van de EHF Champions League, de hoogste handbalcompetitie voor clubs in Europa.

## Deelnemers
| Eerste ronde | Eerste ronde |
| --- | --- |
| - Borac Travnik: Kampioen van Bosnië en Herzegovina | - GTU Shevardeni Tbilisi: Kampioen van Georgië |
| Tweede ronde | |
| - Initia HC Hasselt: Kampioen van België - Port Burgas: Kampioen van Bulgarije - GOG Gudme: Kampioen van Denemarken - THW Kiel: Kampioen van Duitsland - BK-46 Karis: Kampioen van Finland - Montpellier: Kampioen van Frankrijk - AC Doukas: Kampioen van Griekenland - Fotex Veszprém: Kampioen van Hongarije - Hapoel Rishon LeZion: Kampioen van Israël - HC Alpi Prato: Kampioen van Italië - Red Star: Kampioen van Joegoslavië - Badel 1862 Zagreb: Kampioen van Kroatië - Granitas Kaunas: Kampioen van Litouwen - Red Boys Differdange: Kampioen van Luxemburg - Pelister Bitola: Kampioen van Macedonië - ANOVA E&O: Kampioen van Nederland | - Viking HK: Kampioen van Noorwegen - ZTR Zaporijia: Kampioen van Oekraïne - Sparklasse Bruck: Kampioen van Oostenrijk - Jskra Kielce: Kampioen van Polen - ABC Braga: Kampioen van Portugal - Minaur Baia Mare: Kampioen van Roemenië - Kaustik Volgograd: Kampioen van Rusland - FC Barcelona: Titelhouder 1997/98 - Portland San Antonio: Vice-kampioen van Spanje - Celje: Kampioen van Slovenië - Kovopetrol Plzeň: Kampioen van Tsjechië - ASKİ: Kampioen van Turkije - SKA Minsk: Kampioen van Wit-Rusland - Redbergslids IK: Kampioen van Zweden - Pfadi Winterthur: Kampioen van Zwitserland |

## Kwalificatieronde

### Eerste ronde
| Team 1        | Score   | Team 2                 | 1       | 2       |
| ------------- | ------- | ---------------------- | ------- | ------- |
| Borac Travnik | 46 – 58 | Shevardeni GTU Tbilisi | 24 – 24 | 22 – 34 |

### Tweede ronde
| Team 1               | Score   | Team 2                 | 1       | 2       |
| -------------------- | ------- | ---------------------- | ------- | ------- |
| FC Barcelona         | 74 – 31 | Shevardeni GTU Tbilisi | 44 – 15 | 30 – 16 |
| Red Boys Differdange | 46 – 80 | Viking HK              | 26 – 40 | 20 – 40 |
| Pfadi Winterthur     | 62 – 56 | Jskra Kielce           | 35 – 24 | 27 – 32 |
| BK-46 Karis          | 28 – 67 | Fotex Veszprém         | 18 – 32 | 10 – 35 |
| Red Star             | 49 – 54 | SKA Minsk              | 30 – 22 | 19 – 32 |
| Granitas Kaunas      | 37 – 52 | ZTR Zaporijia          | 21 – 25 | 16 – 27 |
| HC Alpi Prato        | 60 – 45 | Port Burgas            | 31 – 21 | 29 – 24 |
| Sparklasse Bruck     | 38 – 64 | Badel 1862 Zagreb      | 21 – 32 | 17 – 32 |
| Montpellier          | 56 – 48 | ASKİ                   | 30 – 27 | 26 – 21 |
| Minaur Baia Mare     | 47 – 48 | GOG Gudme              | 29 – 24 | 18 – 24 |
| Pelister Bitola      | 52 – 57 | Kovopetrol Plzeň       | 30 – 27 | 22 – 30 |
| AC Doukas            | 43 – 56 | THW Kiel               | 22 – 26 | 21 – 30 |
| Celje                | 75 – 41 | ANOVA E&O              | 32 – 16 | 43 – 25 |
| Kaustik Volgograd    | 60 – 52 | ABC Braga              | 30 – 21 | 30 – 31 |
| Portland San Antonio | 68 – 33 | Initia HC Hasselt      | 37 – 17 | 31 – 16 |
| Redbergslids IK      | 45 – 34 | Hapoel Rishon LeZion   | 27 – 12 | 18 – 22 |

## Groepsfase

### Groep A
| Pos | Club              | Wed | W | G | V | Ptn | DV  | DT  | +/− | Opmerking                     |
| --- | ----------------- | --- | - | - | - | --- | --- | --- | --- | ----------------------------- |
| 1   | Badel 1862 Zagreb | 6   | 5 | 0 | 1 | 10  | 150 | 127 | +23 | 00Geplaats voor kwartfinale00 |
| 2   | Fotex Veszprém    | 6   | 3 | 0 | 3 | 6   | 147 | 130 | +17 | 00Geplaats voor kwartfinale00 |
| 3   | Montpellier       | 6   | 3 | 0 | 3 | 6   | 134 | 134 | 0   |                               |
| 4   | HC Alpi Prato     | 6   | 1 | 0 | 5 | 2   | 128 | 168 | -40 |                               |

### Groep B
| Pos | Club             | Wed | W | G | V | Ptn | DV  | DT  | +/− | Opmerking                     |
| --- | ---------------- | --- | - | - | - | --- | --- | --- | --- | ----------------------------- |
| 1   | FC Barcelona     | 6   | 5 | 1 | 0 | 11  | 183 | 135 | +48 | 00Geplaats voor kwartfinale00 |
| 2   | ZTR Zaporijia    | 6   | 3 | 0 | 3 | 6   | 148 | 154 | -6  | 00Geplaats voor kwartfinale00 |
| 3   | Pfadi Winterthur | 6   | 2 | 1 | 3 | 5   | 154 | 160 | -6  |                               |
| 4   | SKA Minsk        | 6   | 1 | 0 | 5 | 2   | 136 | 175 | -39 |                               |

### Groep C
| Pos | Club              | Wed | W | G | V | Ptn | DV  | DT  | +/− | Opmerking                     |
| --- | ----------------- | --- | - | - | - | --- | --- | --- | --- | ----------------------------- |
| 1   | THW Kiel          | 6   | 6 | 0 | 0 | 12  | 181 | 149 | +32 | 00Geplaats voor kwartfinale00 |
| 2   | Kaustik Volgograd | 6   | 3 | 0 | 3 | 6   | 166 | 168 | -2  | 00Geplaats voor kwartfinale00 |
| 3   | GOG Gudme         | 6   | 2 | 0 | 4 | 4   | 160 | 180 | -20 |                               |
| 4   | Viking HK         | 6   | 1 | 0 | 5 | 2   | 166 | 176 | -10 |                               |

### Groep D
| Pos | Club                 | Wed | W | G | V | Ptn | DV  | DT  | +/− | Opmerking                     |
| --- | -------------------- | --- | - | - | - | --- | --- | --- | --- | ----------------------------- |
| 1   | Celje                | 6   | 4 | 1 | 1 | 9   | 178 | 142 | +36 | 00Geplaats voor kwartfinale00 |
| 2   | Portland San Antonio | 6   | 4 | 0 | 2 | 8   | 167 | 158 | +9  | 00Geplaats voor kwartfinale00 |
| 3   | Redbergslids IK      | 6   | 3 | 1 | 2 | 7   | 146 | 141 | +5  |                               |
| 4   | Kovopetrol Plzeň     | 6   | 0 | 0 | 6 | 0   | 129 | 179 | -50 |                               |

## Eindronde

### Kwartfinale
| Team 1            | Score   | Team 2               | 1       | 2       |
| ----------------- | ------- | -------------------- | ------- | ------- |
| ZTR Zaporijia     | 43 – 48 | Badel 1862 Zagreb    | 21 – 22 | 22 – 25 |
| Fotex Veszprém    | 53 – 58 | FC Barcelona         | 29 – 29 | 24 – 29 |
| THW Kiel          | 48 – 50 | Portland San Antonio | 21 – 24 | 27 – 36 |
| Kaustik Volgograd | 41 – 51 | Celje                | 18 – 22 | 23 – 29 |

### Halve finale
| Team 1            | Score   | Team 2               | 1       | 2       |
| ----------------- | ------- | -------------------- | ------- | ------- |
| Celje             | 61 – 62 | FC Barcelona         | 35 – 32 | 26 – 30 |
| Badel 1862 Zagreb | 50 – 48 | Portland San Antonio | 27 – 22 | 23 – 26 |

### Finale
Finale wedstrijd 1
| 10 april 1999 18:15 | Badel 1862 Zagreb | 22 - 22 | FC Barcelona | Arena Zagreb, Zagreb Scheidsrechters: Jan Boye, Bjarne Munk Jensen (DEN) |
| 10 april 1999 18:15 | (14-13)           |         |              | Arena Zagreb, Zagreb Scheidsrechters: Jan Boye, Bjarne Munk Jensen (DEN) |
| 10 april 1999 18:15 | 3× 1×             | Rapport | 3× 1×        | Arena Zagreb, Zagreb Scheidsrechters: Jan Boye, Bjarne Munk Jensen (DEN) |

Finale wedstrijd 2
| 17 april 1999 16:30 | FC Barcelona | 29 - 18 | Badel 1862 Zagreb | Palau Blaugrana, Barcelona Scheidsrechters: Manfred Bülow, Wilfried Lübker (GER) |
| 17 april 1999 16:30 | (14-7)       |         |                   | Palau Blaugrana, Barcelona Scheidsrechters: Manfred Bülow, Wilfried Lübker (GER) |
| 17 april 1999 16:30 | 3× 0× 1×     | Rapport | 3× 7× 1×          | Palau Blaugrana, Barcelona Scheidsrechters: Manfred Bülow, Wilfried Lübker (GER) |